# Glittertind
Glittertind é uma banda norueguesa de Folk Metal/Viking Metal fundada em 2001 pelo guitarrista Torbjørn Sandvik. como um projeto de Banda de um homem só, de Viking e Folk metal, mas começaram a entrar alguns membros após o lançamento da demo "Til Dovre faller", com Henri Sorvali nos teclados, após um tempo, mudaram seu estilo para Folk rock e Indie rock

## Membros

### Formação atual
- Torbjørn Sandvik - Vocal, Guitars, Bass, Drums, Keyboards (2001-present)
- Geirmund Simonsen - Guitarra, Baixo, Bateria, Accordion, Organs, Vocals, Programming (2008-present)
- Bjørn Nordstoga - Baixo (2010-present)
- Geir Holm - Bateria (2010-present)
- Stefan Theofilakis - Flute, Vocals (2010-present)
- Olav Aasbø - Guitarra, Vocal (2010-present)

### Ex-membros
- Andreas Paulsen - Baixo
- Eek - Bateria
- Mats Lerberg - Vocal (backing), Guitarra

## Discografia

### Álbuns de estúdio
- 2002 - Hate Made Me
- 2003 - Season for Assault
- 2004 - Breed the Pain
- 2007 - Poison of Ages
- 2013 - The Shadow Masters

### Coletânea
- 2013 - 10 Years of Sativa